# Venice Challenge Save Cup
La Venice Challenge Save Cup è stato un torneo professionistico di tennis riservato agli uomini e faceva parte dell'ATP Challenger Tour. Si giocava annualmente dal 2014 sui campi in terra rossa del Tennis Club Mestre, a Mestre, Venezia in Italia.
Ha preso il posto della Save Cup, torneo femminile facente parte della categoria ITF Women's Circuit, di cui erano state disputate 11 edizioni fino al 2013. La prima edizione della Venice Challenge Save Cup ha infatti preso il nome XII Venice Challenge Save Cup.

## Albo d'oro

### Singolare
| Anno | Campione         | Finalista         | Punteggio     |
| ---- | ---------------- | ----------------- | ------------- |
| 2018 | Gianluigi Quinzi | Gian Marco Moroni | 6–2, 6–2      |
| 2017 | João Domingues   | Sebastian Ofner   | 7–6(4), 6–4   |
| 2016 | Gastão Elias     | Horacio Zeballos  | 7–6(0), 6–2   |
| 2015 | Máximo González  | Jozef Kovalík     | 6–1, 6–3      |
| 2014 | Pablo Cuevas     | Marco Cecchinato  | 6–4, 4–6, 6–2 |

### Doppio
| Anno | Campioni                         | Finalisti                        | Punteggio            |
| ---- | -------------------------------- | -------------------------------- | -------------------- |
| 2018 | Marin Draganja Tomislav Draganja | Romain Arneodo Danilo Petrović   | 6–4, 6(2)–7, [10–2]  |
| 2017 | Ken Skupski Neal Skupski         | Julian Knowle Igor Zelenay       | 5–7, 6–4, [10–5]     |
| 2016 | Fabrício Neis Caio Zampieri      | Kevin Krawietz Dino Marcan       | 7–6(3), 4–6, [12–10] |
| 2015 | Flavio Cipolla Potito Starace    | Facundo Bagnis Sergio Galdós     | 5–7, 7–6(3), [10–4]  |
| 2014 | Pablo Cuevas Horacio Zeballos    | Daniele Bracciali Potito Starace | 6–4, 6–1             |